# Mark Heeley
David Mark Heeley (sinh ngày 8 tháng 9 năm 1959) là một cựu cầu thủ bóng đá người Anh từng thi đấu ở vị trí tiền vệ chạy cánh trái.

## Sự nghiệp
Heeley bắt đầu sự nghiệp với tư cách tập sự tại câu lạc bộ quê nhà Peterborough United. Sau những khoảng thời gian tại Arsenal và Northampton Town, Heeley thi đấu bóng đá non-league cùng với Aylesbury United, Stamford và Buckingham Town.